# Adolfo Gonzales Chaves
Adolfo Gonzales Chaves è una località della provincia di Buenos Aires, in Argentina, capoluogo del Partido di Adolfo Gonzales Chaves.

## Storia
La zona iniziò ad essere popolata con l'apertura il 2 aprile 1986 della stazione ferroviaria Adolfo Gonzales Chaves, situata sulla linea Ferrocarril del Sud, che congiungeva Tandil e Tres Arroyos. Il 20 giugno 1906 fu ufficialmente fondato l'insediamento, su terreni donati dal proprietario terriero e politico Adolfo Gonzales Chaves, da cui il nome della città
Il 10 agosto 1916 fu ufficialmente creato l'omonimo partido, di cui l'insediamento divenne capoluogo. Il 28 ottobre 1960 le fu inoltre conferito lo status di città.

## Monumenti e luoghi di interesse
- Museo storico Adolfo Gonzales Chaves:[1] inaugurato il 17 agosto 1974, espone documentazione riguardante la fondazione del partito, oggetti storici, mobili d'epoca e testimonianze della famiglia Gonzales Chaves
- Museo di arti plastiche Benito Qunquela Martín: inaugurato il 16 ottobre 1971, espone dipinti e sculture di artisti plastici nazionali, regionali e locali
- Museo e fabbrica di prodotti caseari La Chavense: inaugurato nel 1975, dispone di una sala vendita aperta al pubblico e un'area che custodisce macchinari agricoli e oggetti d'antiquariato.
- Società spagnola di Mutuo Soccorso: conserva ancora la sua struttura originaria e porta avanti progetti di ristrutturazione e manutenzione.

## Società

### Evoluzione demografica
Al 2010 la città conta 9066 abitanti, rappresentando un incremento del 5,3% rispetto agli 8613 abitanti del censimento precedente, datato 2001.

## Economia
Le principali coltivazioni riguardano i cereali, nello specifico i semi di girasole.

## Infrastrutture e trasporti
La città è attraversata dalle seguenti strade:
- Strada nazionale 3
- Strada provinciale 75

## Sport
Adolfo Gonzales Chaves è considerata la capitale nazionale del volo a vela, con il Club di Aliante Otto Ballod rinomato a livello nazionale, arrivando nel 2008 la città ad ospitare la prima edizione dei campionati sudamericani di gliding, tenuta congiuntamente alla cinquantacinquesima edizione del campionato nazionale.